# Mark Semjonowitsch Pinsker
Mark Semjonowitsch Pinsker (russisch Марк Семенович Пинскер, auch Mark Schlemowitsch Pinsker, russisch Марк Шлемович Пинскер; * 24. April 1925; † 23. Dezember 2003) war ein russischer Mathematiker, der sich mit Informationstheorie, Wahrscheinlichkeitstheorie, mathematischer Statistik, Ergodentheorie und Kodierungstheorie befasste.

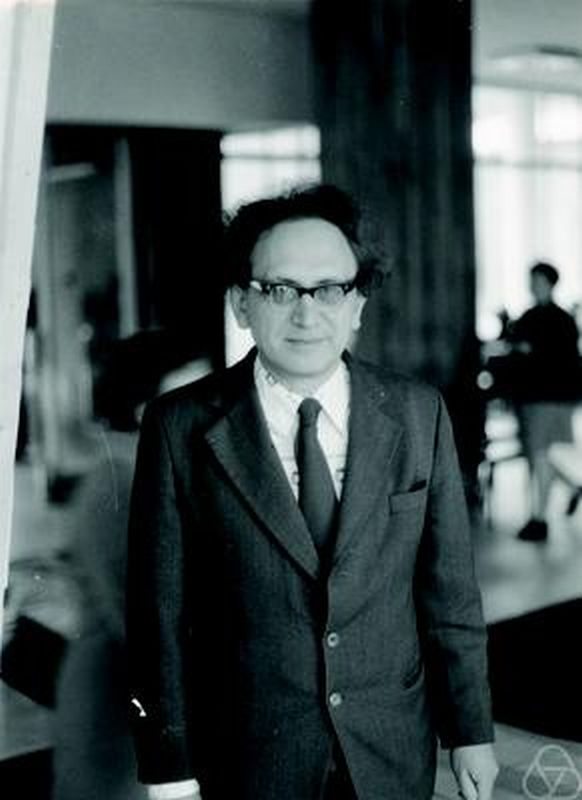
Mark Pinsker, Leningrad 1976

Pinsker war ein Schüler von Andrei Kolmogorow an der Lomonossow-Universität und später am Institut für Probleme der Informationsübertragung (IITP) der Sowjetischen Akademie der Wissenschaften.
Anfangs studierte er stochastische Prozesse unter Kolmogorow und Entropie dynamischer Systeme nach Kolmogorow (Einführung der Pinsker-Partition 1960). Pinsker erzielte auch wichtige Resultate in der Theorie der Komplexität von Schaltkreis und von Kodierungsproblemen.
1996 erhielt er die Richard-W.-Hamming-Medaille und 1978 den Claude E. Shannon Award.

## Schriften
- Dynamische Systeme mit vollständig positiver und verschwindender Entropie (Russisch), Doklady Akad. Nauka SSSR, 133, 1960, 1025–1026
- Information and information stability of random variables and processes, Holden Day 1964
- mit L. A. Bassalygo The complexity of an optimal non-blocking commutation scheme without reorganization, Problemy Peredaci Informacii, 9, 1973, 84-87, 1973 (Russisch), Englische Übersetzung in Problems of Information Transmission, 9, 1974, 64-66.
- On the complexity of a concentrator, 7th International Teletraffic Conference, 1973, S. 318/1-318/4
- Estimation of error-correction complexity of Gallager low-density codes, Problems of Information Transmission, 11, 1976, S. 18–28